# Lippeschleuse Datteln
Die ehemalige Lippeschleuse Datteln wurde 1826 in Nordrhein-Westfalen bei Datteln am Haus Vogelsang gebaut. Sie wird deshalb auch Schleuse Vogelsang genannt.
Die Lippe wurde im 19. Jahrhundert durch verschiedene Staustufen und Schleusen bis Lippstadt schiffbar gemacht. Am Haus Vogelsang gab es eine ausgeprägte Mergelstufe mit Stromschnellen (die sogenannte Schlappe, ein klatschender Wasserfall), die überstaut werden sollte. Obwohl der Bau schon lange vorher als notwendig erachtet wurde, stellte erst eine preußische Kabinettsorder vom 28. August 1824 die benötigten Geldmittel zur Verfügung.
Bis zur Fertigstellung 1826 mussten die Lippeschiffe weiterhin die Fahrrinne benutzen, die in die Felsbarriere getrieben war. Flussauf ging dies nur durch das Treideln mit starken Pferden, flussab mussten die Schiffe von Leitleuten bugsiert werden.
Mit der Schleuse zusammen wurde ein Wehr angelegt, so dass damit eine ausreichende Fahrtiefe vorhanden war.
1901 wurde die Schleuse durch Eisgang stark beschädigt, sie musste teilweise erneuert werden.
1907 gab es Planungen, an dieser Stelle ein Wasserkraftwerk zur Erzeugung von Elektrizität zu bauen. Dieses Vorhaben wurde aber nie umgesetzt.
Gegen Ende des 19. Jahrhunderts bot die aufblühende Eisenbahn bessere Transportmöglichkeiten, die Lippeschifffahrt verlor immer mehr an Bedeutung. Mit parallel zur Lippe verlaufenden Kanälen wurden ab 1914 (Datteln-Hamm-Kanal) bzw. 1930 (Wesel-Datteln-Kanal) weitere Transportkapazitäten verlagert. Die Schleuse am Haus Vogelsang wurde immer weniger benutzt und lag zuletzt brach. 1952 wurden die massiven Steinmauern der Schleuse und des Wehrs gesprengt.
Das alte Schleusenwärterhaus steht heute unter Denkmalschutz und ist mit einigen Resten der Schleusenwand das einzig erhaltene Teil der gesamten Anlage, die in der Route der Industriekultur aufgeführt wird. Außerdem wird die Anlage durch verschiedene Rad- und Wanderwege erschlossen, zum Beispiel durch die Dattelner Blaue Acht, ein markierter Rundwanderweg um Datteln herum.